# Две арабески
„Две арабески“ (на френски: Deux arabesques) са композиции за пиано от Клод Дебюси, едни от първите по-значими творби на композитора, написани през 1888 година, когато той е на 29 години. Макар и ранни творби, арабеските „съдържат в зародиш важни характеристики от индивидуалния музикален почерк на Дебюси“. Оригиналните ръкописи и на двете арабески се съхраняват в Националната библиотека на Франция в Париж. 

## Първа арабеска
Романтичната първа арабеска е структурирана в три части, относително следвайки схемата A–B–A. Частта A е по-мечтателна, докато частта B е малко по-игрива. За творбата се твърди, че е повлияна от Жул Масне, както и от Йохан Себастиан Бах с неговия цикъл творби, озаглавен „Добре темперирано пиано“. Написана е в ми мажор, темпо andantino con moto.

## Втора арабеска
За ритмичната втора арабеска се посочва, че е написана в традициите на бароковата епоха. Нейното първо публично изпълнение е на 23 май 1894 година. Тя е в тоналност сол мажор, темпо allegretto scherzando. Композицията е структурирана в четири части: A–B–A–C, където четвъртата част C интегрира теми от части A и B. Частта A е много игрива, докато частта B е по-тежка. В творбата има много динамични вариации и контрасти с редуващи се моменти на forte и pianissimo.

## Арабеските в творчеството на Дебюси
Арабеска е термин от изобразителното изкуство и архитектурата, който означава богато орнаментирани преплитащи се и повтарящи се флорални или геометрични мотиви, характерни за изкуство на арабите, където по религиозни причини е забранено художественото изобразяване на човека и човешкото. Терминът „арабеска“ в музиката навлиза няколко столетия по-късно и се ползва с по-общата конотация на музикален мотив, който се повтаря, грациозно разнообразяван с различни елементи. Самата употреба на понятието „арабеска“ от Дебюси е самостоятелен обект на изследване от страна на музиколозите.
Изследователи и съвременници на Дебюси коментират стила му, правейки асоциация със стила Ар нуво, популярен за времето си в изобразителното изкуство и близък до сърцето на самия Дебюси. За стила ар нуво са характерни органичните форми и структури, кривите линии, изобразяването на цветя, растения, лози и др. Приятелят на Дебюси, поетт Пиер Луис, описва апартамента му на улица „Cardinet“ в Париж като „твоята ар нуво бърлога“. За 1890-те години от живота на Дебюси изследователят на творчеството му Едуард Локспайзър казва „Имаме много доказателства, че музикалната и артистичната чувствителност на Дебюси на този етап са отражение на теориите на течението ар нуво. Представата му за мелодия като „арабеска“ е директно музикално съответствие на тези теории.“
Самият Дебюси споменава арабеските, коментирайки творчеството на Бах, в което съзира връзка с природата. В свое писмо Дебюси твърди, че Бах не използвал хармоничните формули (които той самият презира), защото живеел в епохата, в която процъфтявала „възхитителната арабеска“, и музиката споделяла законите на красотата, предписани от естествения ход на природата. В своя критическа статия от май 1901 година Дебюси отбелязва: „старите майстори Палестрина, Виктория и Орландо ди Ласо са използвали тази „божествена арабеска“. Те открили принципа на грегорианското песнопение и поддържали крехката му преплетена структура със солиден контрапункт. Когато Бах взел арабеската в свои ръце, той я направил по-пластична и флуидна и въпреки суровата дисциплина, която великият маестро наложил над Красотата, тя можела да се движи с тази свободна, дори свежа фантазия, която продължава да ни изумява и до днес.“
Още веднъж Дебюси говори за арабески в своето писмо от декември 1894 година до поета Стефан Маларме, с което го кани на премиерата на композирания по поемата на Маларме „Прелюд към „Следобедът на един фавън“ – симфонична поема за оркестър.